# داوید روئیس
داوید روئیس (اسپانیایی: David Ruiz‎؛ زادهٔ ۱۹۷۶) کارگردان فیلم و تهیه‌کننده فیلم اهل مکزیک است.
از فیلم‌ها یا مجموعه‌های تلویزیونی که وی در آن‌ها نقش داشته‌است، می‌توان به چه کسی سارا را کشت؟ اشاره نمود.